# Francis Giauque
Francis Giauque, né le 31 mars 1934 à Prêles, dans le Jura bernois, et mort le 13 mai 1965, est un poète suisse. Importante figure littéraire francophone, son œuvre est composée de poèmes, lettres, textes de chansons (dont certaines furent destinées à Léo Ferré) et de proses, regroupés en deux courts recueils.

## Biographie
Fils de facteur, Francis Giauque ne termine pas ses études. Il peine à trouver une place dans une société qu’il perçoit comme hostile. Il multiplie les petits boulots, passe quelque temps à Genève et à Lausanne, puis trouve un poste d'enseignant de français à Valence, en Espagne. Le pays l’attire mais il y découvre l’ennui et connaît une crise d’une grande violence. Giauque évoquera un « écroulement, d’abord physique, ensuite moral ». Avant d’avoir cette phrase terrible : « Je crois que cette année 1958 aura marqué pour moi la date de ma mort (pas la vraie, l’autre qui est pire). »
Au début de la vingtaine, Francis Giauque bascule ainsi dans un sentiment de douleur, de solitude et d'asphyxie intérieure. Suivront des années noires, des séjours en hôpital psychiatrique, les médicaments, la drogue, l'alcool, la douleur de vivre, comme en témoigne Fragment d’un journal d’enfer, suite de notes emplies d’angoisse et de désespoir :
« Que les hommes nous foutent la paix, une fois pour toutes. N’avons réalisé aucun de nos projets. Avons raté nos amours. Ne sommes plus que sang et poussière. Nous avons aimé en vain. Cravachons le ciel. Crachats à la face de tous (toutes celles) qui nous trahirent et nous oublièrent. »
Après plusieurs séjours en hôpital psychiatrique, la vie de Francis Giauque reste empreinte de ces sentiments, le menant vers une fin tragique. Il se suicide dans la nuit du 12 au 13 mai 1965, à l'âge de 31 ans.
De son vivant, il ne publia que deux recueils, Parler seul (1959) et L’Ombre et la Nuit (1962), restés confidentiels. La majeure partie de son œuvre est parue après son suicide, grâce notamment à son ami Georges Haldas. Son ouvrage le plus important, Terre de dénuement, est publié en 1968.
Son œuvre est fortement marquée par la dépression, le désespoir et la révolte. Lecteur de Nerval, de Hölderlin, de Corbière, fasciné par Antonin Artaud, il s’inscrit dans la lignée des poètes maudits. Son destin renvoie à celui de Jean-Pierre Schlunegger (1925-1964) ou plus encore à celui d’Edmond-Henri Crisinel (1897-1948). À l'instar de ces derniers, Francis Giauque est considéré comme étant l'un des « poètes maudits » de Suisse romande, le poète des mis-à-part et des rebelles.

## Œuvres
- Parler seul (tiré à 350 exemplaires), bois gravés de Jacques Matthey, avec un avant-propos de Hughes Richard, Genève, éditions Nouvelle Jeune Poésie, 1959, réédité à Porrentruy, éditions des Malvoisins, 1969
- L'Ombre et la Nuit (tiré à 100 exemplaires), Moutier, éditions de la Prévôté, 1962
- Terre de dénuement, précédé de Un calvaire par Georges Haldas, Lausanne, éditions Rencontre, 1968, réédité à Lausanne, éditions de l'Aire, 1980
- Journal d'enfer (tiré à 1000 exemplaires), poèmes et proses rassemblés par ses amis Georges Haldas et Hughes Richard, avant-propos de Jean-Pierre Begot, Paris, éditions Repères, 1978, réédité à Paris, éditions Papyrus, 1984, avec un avant-dire de Jean-Pierre Spilmont et des Poèmes inédits (1964-1965)
- C’est devenu ça ma vie (tiré à 100 exemplaires), lettres à Hughes Richard, préface de Gabriel Boillat, postface de Hughes Richard, photographies d'Éric Sandmeier, Les Ponts-de-Martel, éditions Hughes Richard, 1987
- Œuvres (tiré à 1500 exemplaires), préface de Hughes Richard, postface de Jean-Jacques Queloz, Lausanne, éditions de l'Aire, 2005 (ce livre réunit l'ensemble de ses poèmes, chansons et proses)